# Waldemar Świrydowicz
Waldemar Świrydowicz (ur. 18 grudnia 1986 w Suwałkach) – polski siatkarz, występujący na pozycji środkowego.